# Bursera brunea
Bursera brunea är en tvåhjärtbladig växtart som först beskrevs av Ignatz Urban, och fick sitt nu gällande namn av Urb. & Ekman. Bursera brunea ingår i släktet Bursera och familjen Burseraceae. Inga underarter finns listade i Catalogue of Life.